# Norbert Müller (Autor)

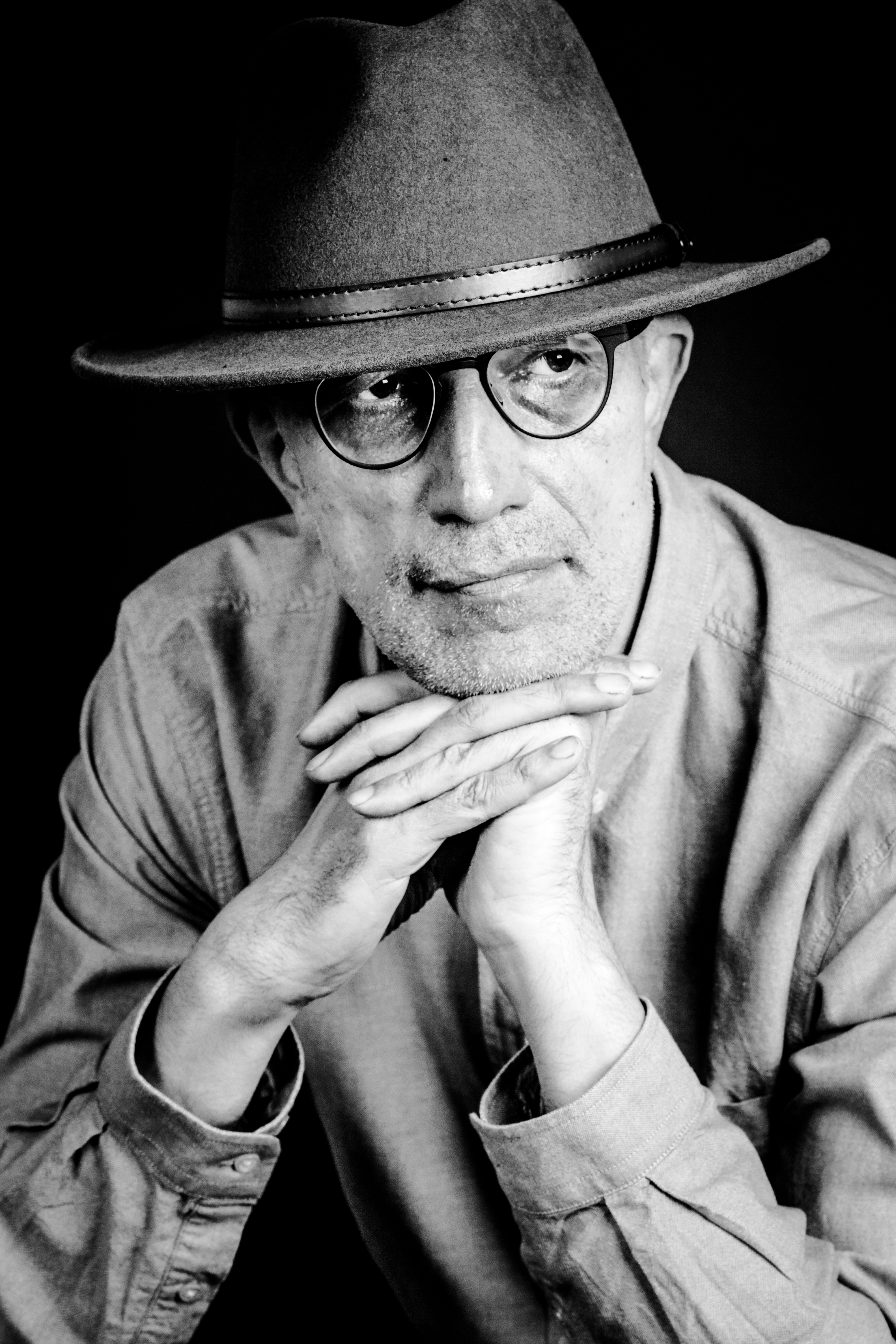
Norbert Mueller, 2015

Norbert Müller (* 16. März 1963 in Aachen) ist ein deutscher Schriftsteller und Humorist.

## Leben
Nach Abitur und Bundeswehr studierte er Germanistik, Politikwissenschaft und Psychologie in Freiburg i. Br. und Wien. Während des Studiums arbeitete er wiederholt als Briefträger. 1988 verweigerte er nachträglich den Wehrdienst und leistete einige Monate Zivildienst in einer Reha-Klinik. Er schloss 1993 das Studium ab und arbeitete in Wien als Lektor für Deutsch als Fremdsprache. 1997 wurde im WUK in Wien unter der Regie von Axel Bagatsch sein Stück Kafkas Kern uraufgeführt. Sein erster Roman Lettermanns Fall erschien 1998 im Gollenstein Verlag. 1997 ging er für ein Jahr nach Dublin, danach für zwei Jahre nach Oxford und lebt seitdem als Schriftsteller in Berlin. 2001 und 2003 wurde er zu den „Tagen der deutschsprachigen Literatur“ nach Klagenfurt eingeladen, 2004 erschien Der Sorgengenerator, 2005 Feierabend und 2007 Easy Deutschland (erschienen im Residenz Verlag). Mit der Erzählung Zigaretten holen, die laut Jury in „schnörkelloser Sprache und in überraschender Weise“ das Thema des Preises umsetzte, gewann er 2014 den Würth-Literaturpreis. Von April 2014 bis März 2015 war er Inhaber des Lydia-Eymann-Stipendiums und lebte in dieser Zeit in Langenthal, Kanton Bern (CH). Seit April 2015 lebt er als freier Schriftsteller wieder in Berlin. Er hat eine Tochter.

## Werke

### Romane
- Lettermanns Fall. Roman. Gollenstein, Blieskastel 1998, ISBN 3-930008-98-X.
- Der Sorgengenerator. Roman. Residenz-Verlag, Salzburg u. a. 2004, ISBN 3-7017-1366-9.
- Feierabend. Roman. Residenz-Verlag, St. Pölten u. a. 2005, ISBN 3-7017-1422-3.
- Easy Deutschland. Roman. Residenz-Verlag, St. Pölten u. a. 2007, ISBN 978-3-7017-1470-4.
- Easy Deutschland (E-Book), Volltext, Wien, 2021

### Theaterstücke
- Kafkas Kern, Verlag Autorenagentur – Uraufführung Oktober 1997 im WUK in Wien

### Veröffentlichungen in Anthologien
- Bitte sprechen Sie! (Kurzgeschichte) Swiridoff, 2000 (Erzählung)
- Huhn in der Suppe (Erzählung) Piper, 2003 (Erzählung)
- Der Gartenschlauch (Romanausschnitt) Solaris, 2004 (Erzählung)
- Best of Germany (Stückausschnitt) SH-Verlag, 2004 (Drama)
- Postum Edition Literatursalon, Wartholz, 2011 (Erzählung)
- Frau Hahn Hechtverlag, Hard, 2012 (Erzählung)
- Die Schönheitskönigin Sarah Rotblatt fährt an einer Tankstelle vor: 24. Würth - Literaturpreis, Swiridoff, 30. Juni 2013 (Erzählung)

### Veröffentlichungen in literarischen Zeitschriften
- Lustig in die Welt hinein, in: EDIT, S. 14–23, Literaturverein Leipzig 2001/26, Leipzig
- Erster Kontakt, in: Volltext 2003/3, S. 27,  Wien
- Geschichten, die das Leben schreibt, in: Volltext 2004/1, S. 31, Wien
- Schönes altes Ritual, in: Volltext 2004/3, S. 21, Wien
- Still, Miromente 35, Bregenz, 2014 (Erzählung)
- Die Nachtkommode, Miromente 56, Bregenz 2019 (Erzählung)

## Würdigungen
- Einladungen zu den Tagen der deutschsprachigen Literatur in Klagenfurt 2001 u. 2003
- Arbeitsstipendium im Künstlerdorf Schöppingen 2004
- Stipendiat der Autorenwerkstatt Drama des Literarischen Colloquiums Berlin 2004
- Arbeitsstipendium im Künstlerhaus Lukas 2006
- Arbeitsstipendium im Kloster Cismar 2006
- Arbeitsstipendium im Künstlerhof Schreyahn 2008
- Stipendium der Stiftung Preussische Seehandlung 2013
- 24. Würth-Literaturpreis für seinen Text Zigaretten holen 2013
- Lydia-Eymann-Stipendium 2014–2015